# Xavier Daramy
Xavier Daramy (Bayonne, 12 marzo 1981) è un ex hockeista su ghiaccio francese.

## Carriera
Se si eccettuano alcuni anni (1998-2001) giocati in campionati giovanili nordamericani, Daramy ha vestito per tutta la carriera dell'Anglet Hormadi, anche quando, dopo anni di Ligue Magnus, la squadra nel 2007, retrocessa sul campo in seconda serie, si autoescluse dal campionato per motivi economici, ripartendo dalla quarta serie, l'ultima. 
Da capitano della squadra (ruolo che ha ricoperto ininterrottamente dalla stagione 2004-2005 al ritiro) ha portato l'Anglet a riconquistare la promozione in Ligue Magnus al termine della stagione 2017-2018; pochi mesi dopo ha annunciato il ritiro..
Ha a lungo vestito anche la maglia della Francia, con cui ha disputato tre edizioni del mondiale: due di prima divisione (nel 2003, quando la squadra venne promossa, e nel 2005) ed uno di gruppo A (nel 2004, quando la squadra chiuse all'ultimo posto, retrocedendo in prima divisione).
Dopo il ritiro, dal 2018 è divenuto general manager dell'Anglet, affiancando a questa attività, dal 2021, quella di direttore sportivo della selezione francese under-20.
Anche il fratello maggiore Éric Daramy è stato un giocatore di hockey su ghiaccio, divenuto dirigente dopo il ritiro.